# Gerostrat
Gerostrat (en llatí Gerostratus, en grec antic Γηρόστρατος) va ser rei d'Arad o Arados a Fenícia.
Com altres prínceps de Fenícia servia a la flota persa dirigida per Autofradates, quan Alexandre el Gran, després de la batalla d'Issos va baixar cap a aquell territori. El fill de Gerostrat, Estrató es va sotmetre a Alexandre i poc després Gerostrat va fer el mateix i es va posar al servei del conqueridor amb la seva flota. Altres prínceps fenicis van imitar-los, i aquesta flota va resultar molt útil a Alexandre pel setge de Tir l'any 332 aC, segons diu Flavi Arrià.